# Winning a Widow
Pour plus de détails, voir Fiche technique et Distribution.
Winning a Widow est un film américain sorti en 1912, réalisé en Égypte, durant l'hiver 1912 par Sidney Olcott avec Jack J. Clark et Gene Gauntier dans les rôles principaux.

## Fiche technique
- Réalisation : Sidney Olcott
- Scénario : Gene Gauntier
- Production : Kalem
- Directeur de la photo : George K. Hollister
- Décors : Allen Farnham
- Longueur : 317 m
- Date de sortie : 1912
- Distribution : General Film Company

## Distribution
- Gene Gauntier : la veuve
- Jack J. Clark : Jim White

## Anecdotes
Le film a été tourné à Louxor, en Égypte et à bord du SS Adriatic en Atlantique durant le premier trimestre 1912.